# Pavlivca, Rozdilna
Pavlovca (în ucraineană Павлівка, transliterat: Pavlivka) este un sat în comuna Zaharivka din raionul Rozdilna, regiunea Odesa, Ucraina.

## Demografie
Componența lingvistică a localității Pavlovca
     Ucraineană (88,54%)
     Română (5%)
     Rusă (4,9%)
     Alte limbi (1,56%)
Conform recensământului din 2001, majoritatea populației localității Pavlovca era vorbitoare de ucraineană (88,54%), existând în minoritate și vorbitori de română (5,0%) și rusă (4,9%).